# Koktajl alkoholowy

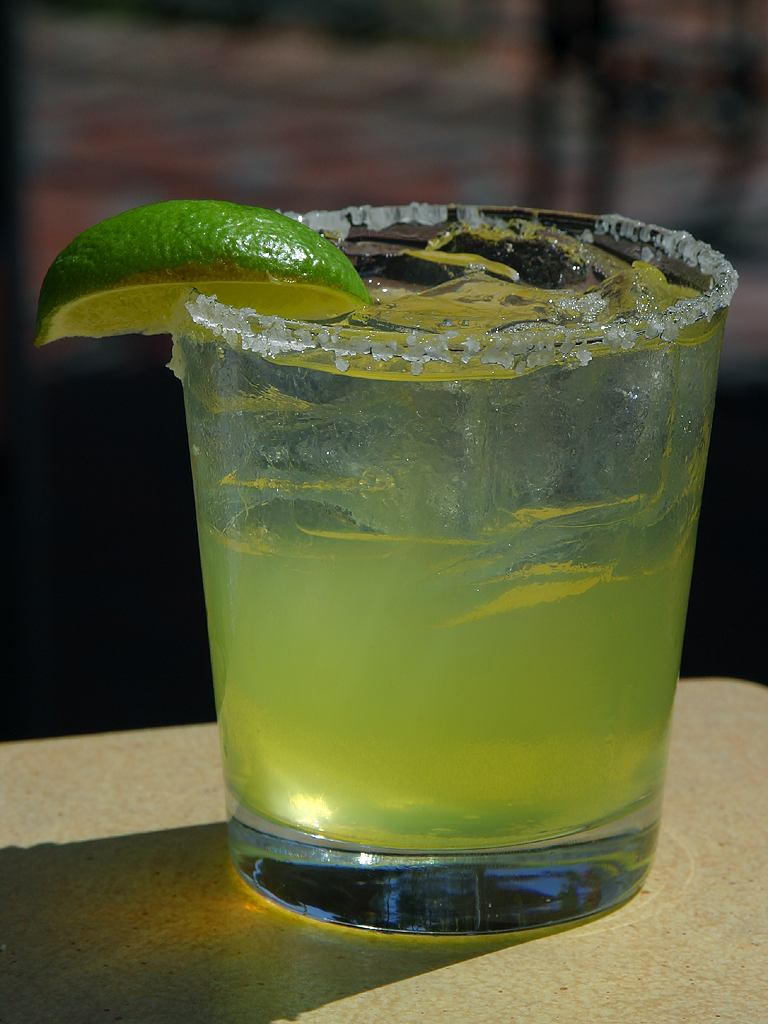
Margarita

Koktajl alkoholowy, koktajl (ang. cocktail), popularnie: drink – napój alkoholowy uzyskiwany przez połączenie różnych rodzajów trunków, płynów niebędących alkoholem, dodatków w postaci specyficznych przypraw lub substancji barwnikowych.

## Historia koktajli alkoholowych

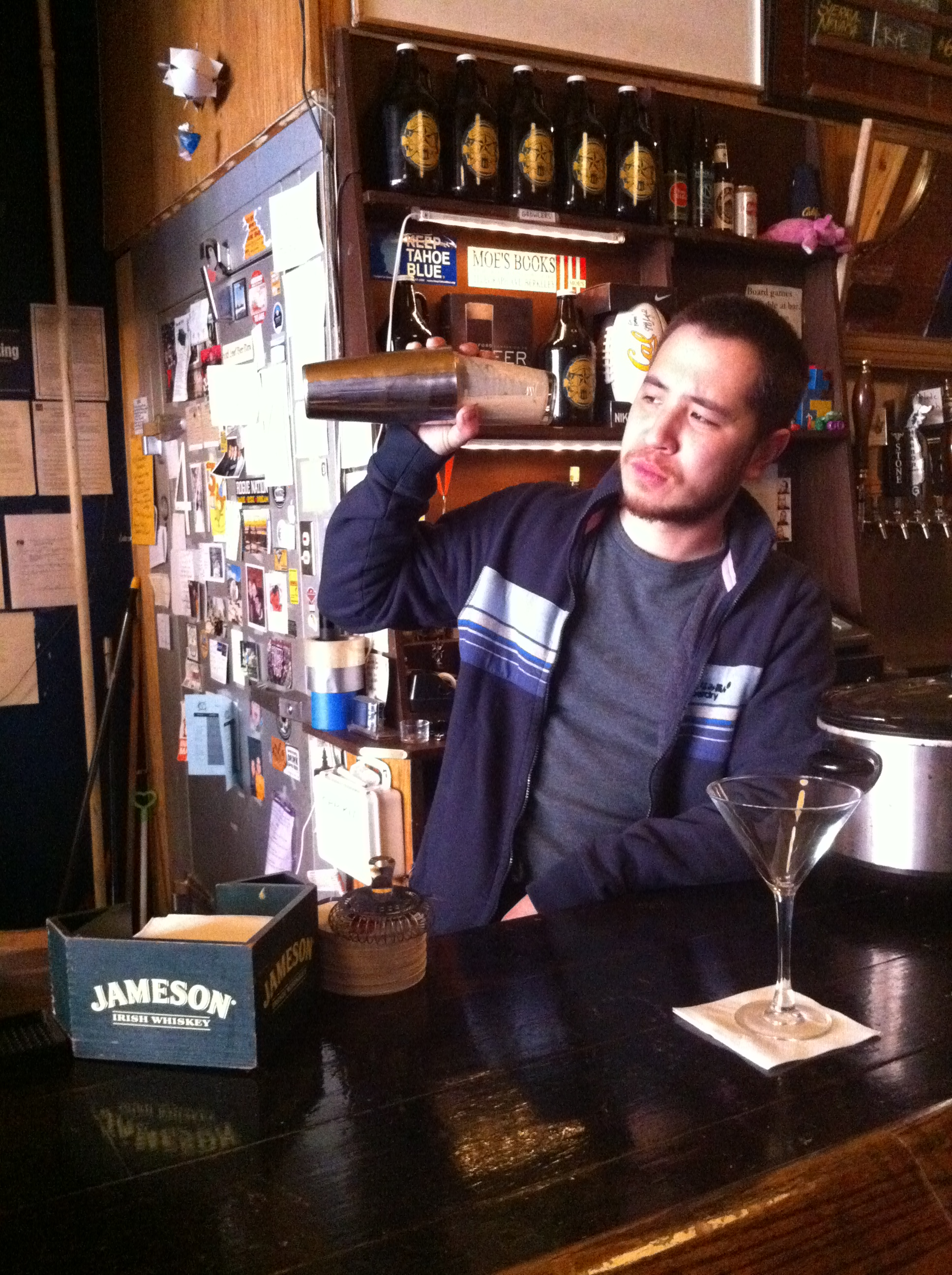

Na przełomie XV i XVI wieku alkohol, czyli w owym czasie spirytus winny, przestał być w Europie lekiem, stając się napitkiem. Zaczęto do niego dodawać różne substancje smakowe i aromatyczne jak miód, zioła, korzenie, soki owocowe, a nawet mleko, śmietankę oraz jajka. Początkowo przygotowywano go na gorąco. W ten sposób powstały prototypy dzisiejszych napojów mieszanych (ang. mix and drinks).
Z wielu historii powstania współczesnego koktajlu, najbardziej reprezentatywnego z napojów mieszanych, źródła prowadzą do korzeni amerykańskich z okresu wojen rewolucyjnych z XVIII wieku. Słowo cocktail jest zbitką dwóch wyrazów angielskich: „cock” (kogut) i „tail” (ogon), wiążące się z walkami kogutów, bardzo popularną  wówczas w Ameryce Płd. i Karaibach rozrywką ludową. Obyczaj ten następnie zawędrował do Ameryki Płn., stając się tam równie popularny.

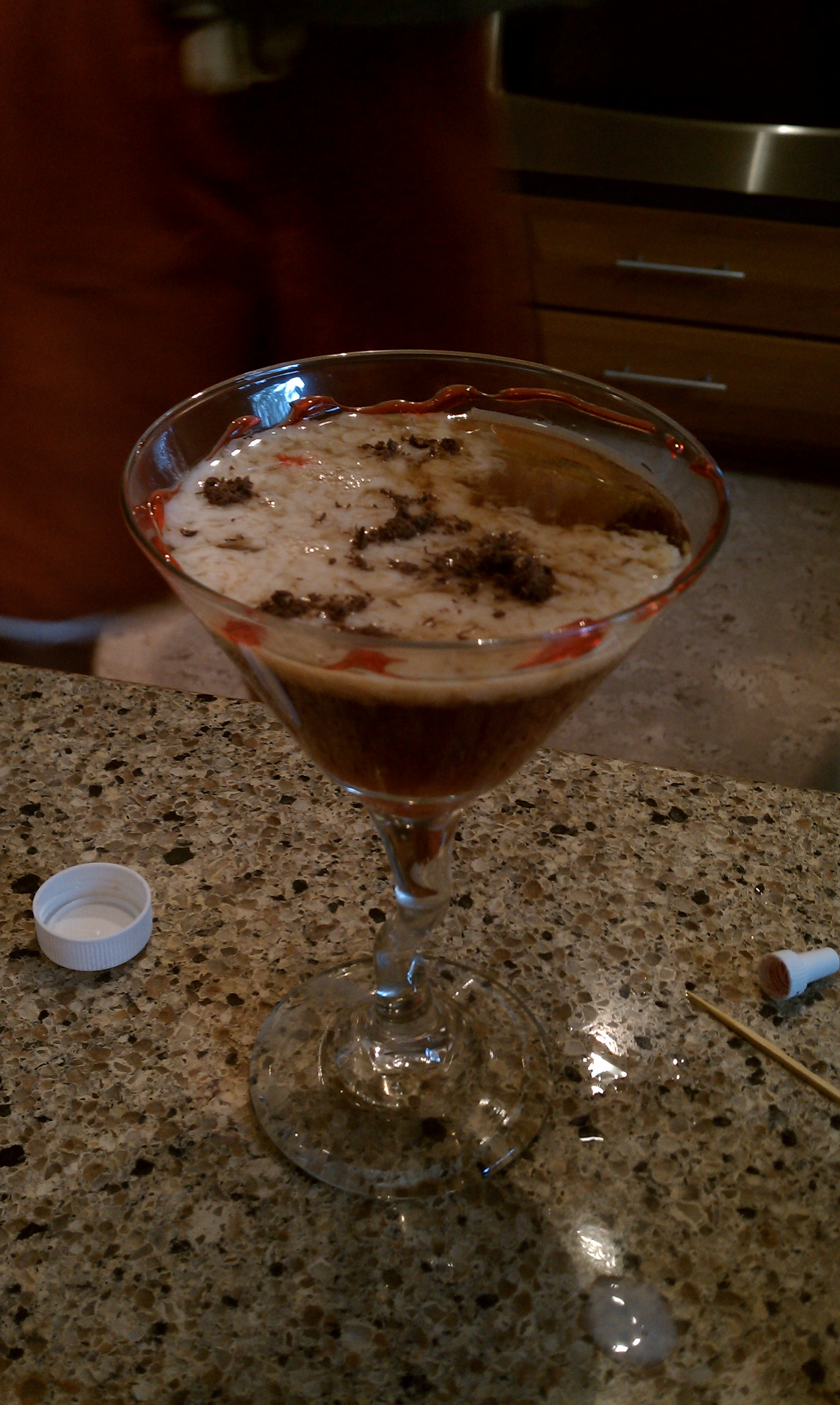

Istniał zwyczaj by po walkach kogucich nagrodzony właściciel zwycięskiego koguta stawiał „kolejkę” dla widzów, zamawiając trunek u oberżysty, bo właśnie przed oberżą czy saloonem takie walki się odbywały. Pewien amerykański oberżysta, nie dysponując jednorodnym napojem, zlał do konwi różne trunki wraz z dodatkami i zamieszał je fruwającymi podczas walki koguciej kolorowymi piórami oraz piórami z ogona pokonanego koguta. Przypadkowy i niespotykany dotąd napój, który okazał się doskonały w smaku, nazwano wówczas kogucim ogonem.
Inna z wielu wersji powstania cocktailu głosi, że walczące koguty dla zwiększenia ich zadziorności i bojowości, pojono środkami dopingującymi, mieszanką alkoholu, piwa, ziół i innych składników. Napój ten nazwano „cock-ale”, co podobno później zmieniono na cocktail. Napoje mieszane składające się z różnych alkoholi i nie tylko serwowano po raz pierwszy  w barach amerykańskich pod koniec XVIII wieku. Tamtejsze czasopismo „The Balance” 13 maja 1806 roku podano pierwszą definicję cocktailu: ”cocktail jest stymulującym likworem skomponowanym z różnych trunków, wody, cukru i gorzkich substancji”. Amerykańskie bary, z dużym wyborem cocktaili, szybko zyskały dużą popularność w Europie i na innych kontynentach. Do miksologii zaś wprowadzono wiele określeń i nazw anglojęzycznych.
Koktajle i inne napoje mieszane w tysiącach odmian, stały się dziś elementem kultury picia i bycia. Są dodatkiem na przyjęciach towarzyskich, rodzinnych, bardziej formalnych oraz postawą do typowych cocktail party, zaspokajają wyrafinowane gusty smakowe, orzeźwiają, stymulują, gaszą pragnienie lub rozgrzewają, mają charakter aperitifowy, digetifowy i inny.

## Rodzaje koktajli
Nauka o napojach mieszanych, czyli miksologia, rozróżnia napoje mieszane zimne i gorące, alkoholowe i bezalkoholowe. Dzielą się one z kolei na napoje małe, czyli short drinki, których porcja waha się w granicach 60-100 ml oraz na napoje duże – long drinki – których porcja przekracza 100 ml i może dochodzić do 250ml i więcej.
- koktajle gorące
- koktajle zimne
- aperitif
- shot – o objętości 50 ml lub mniejszej.
- short drink – o objętości 60-100 ml.
- long drink – o objętości pow. 100 ml.

## Zasady przygotowywania koktajli

### Złote reguły miksowania
Przystępując do przygotowania koktajlu należy bezwzględnie przestrzegać receptury, techniki miksowania, dobrego oziębienia, wielkości porcji, odpowiedniej dekoracji, jeśli taka jest wymagana oraz stosownego szkła (wielkość i fason). Nawet małe odstępstwo od receptury może całkowicie zmienić charakter napoju mieszanego. W miksologii recepty najczęściej podawane są w jednej porcji, chyba że są wieloporcjowe, co jest zawsze odpowiednio zaznaczone.

### Techniki miksowania

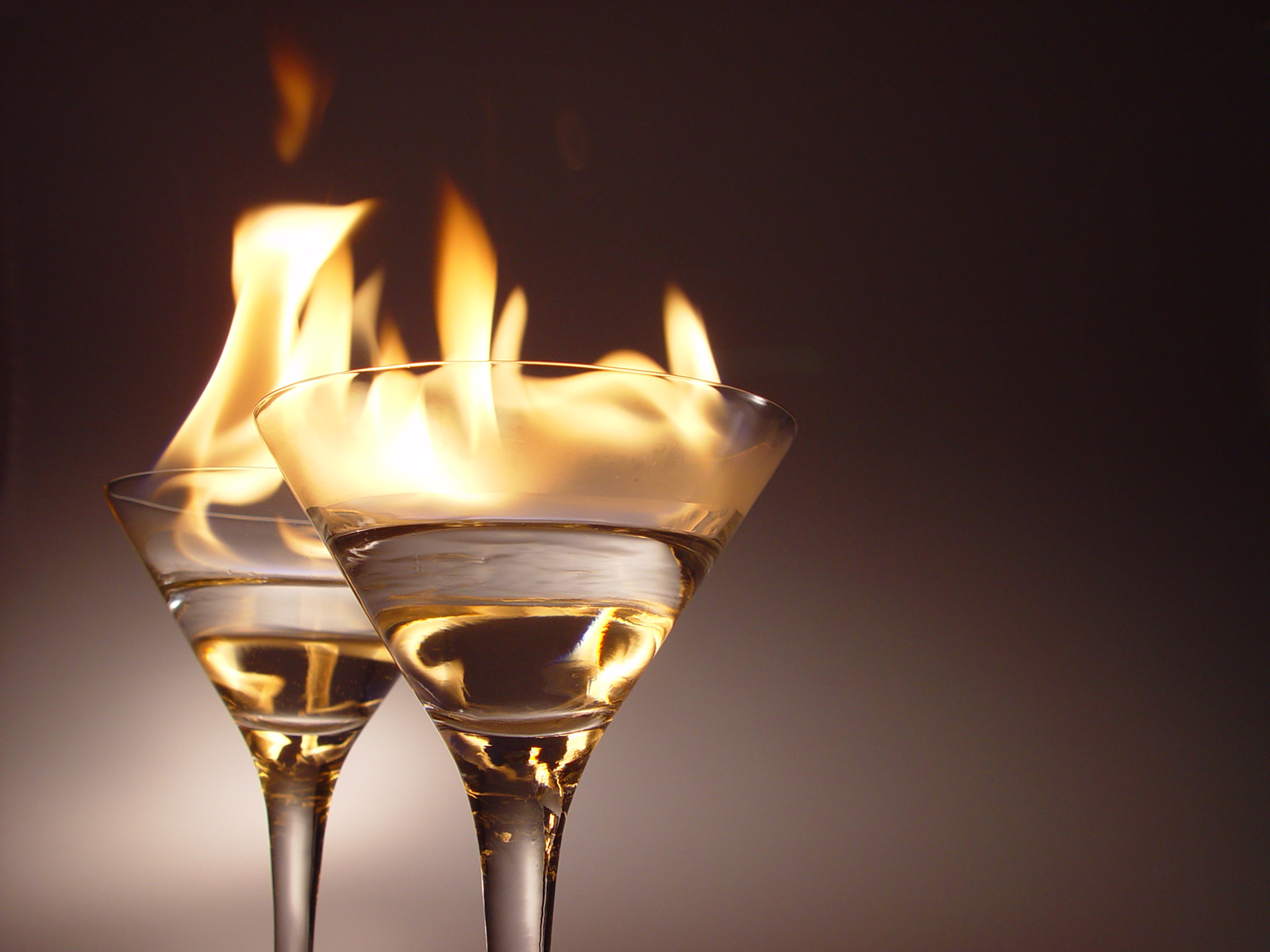
Flambirowane (płonące) koktajle zawierają niewielką domieszkę wysokoprocentowego alkoholu, zapalanego przed podaniem

Przedstawione tu metody miksowania ograniczają się do najprostszych i najłatwiejszych. Zaznaczmy, że miksowanie nie jest mechanicznym mieszaniem, lecz sztuką prawidłowego łączenia składników w harmonijną całość, według ścisłych formuł i w określony sposób.
- Metoda nalewania: nalewanie składników bezpośrednio na lód umieszczony w szklance – „na skałkach” (ang.”on-the-rocks”);
- Metoda mieszania bezpośrednio w szkle: mieszanie uprzednio oziębionych składników z lodem lub bez lodu, z ewentualnym szprycerowaniem "mixami", czyli wodami musującymi (long drinki);
- Metoda mieszania w szklanicy barmańskiej: mieszanie składników z lodem kolistymi ruchami w celu maksymalnego schłodzenia koktajlu, następnie przelanie do szkła bez lodu. Tą techniką wykonuje się np. "Martini"
- Metoda miksowania: intensywne mieszanie łyżeczką barową[1] składników przejrzystych, łatwo łączących się z drobno tłuczonym lodem, w kubku mikserowym lub cylindrycznym dzbanku (o wysokości 18 -20 cm i średnicy 8 – 9 cm), przez 8 – 10 sekund, ruchem wirowo-spiralnym. Po zmieszaniu rozlewa się drink przez sito barowe do przygotowanego kieliszka lub szklanicy.
- Metoda shakerowania: energiczne i szybkie wykłócanie (wytrząsanie) składników gęstych, ciężko łączących się, emulsyjnych (mleko, śmietanka, jajka, likiery, kremy itp.) z lodem, w 3-częściowym shakerze przez 8-15 sekund, trzymając go oburącz, dnem do siebie i wykonując krótkie ruchy na linii „oczy-piersi”. Z shakera przelewa się drink przez sitko, które jest w głowicy do przygotowanego naczynia.
- Metoda kombinowana: dla lepszego schłodzenia long drinka, poza miksowaniem w kubku mikserowym lub w shakerze, napój przecedza się na lód umieszczony w szklanicy i ewentualnie szprycuje się go jakimś miksem.
- Metoda blenderowania: rozbijanie większych porcji składników emulsyjnych w mikserze elektrycznym na niskich obrotach przez 20-30 sekund, z drobno tłuczonym lodem. Napoje nieemulsyjne, przejrzyste, można miksować nieco dłużej na wyższych obrotach. Należy pamiętać, że na lód w każdym pojemniku do miksowania wlewa się odmierzone składniki w kolejności od najbardziej gęstych do najrzadszych.

### Czynności początkowe
Przygotowanie szkła, dobranie odpowiedniego rodzaju i kształtu komponującego się z charakterem koktajlu. Schłodzenie szkła poprzez napełnienie lodem i zalanie wodą lub wcześniejsze wstawienie do lodówki. Przygotowanie dekoracji koktajlu lub crusty, czyli obtoczenie rantu kieliszka w cukrze, soli lub mieszance ziół.

### Czynności końcowe
Niektóre rodzaje koktajli poddaje się przed podaniem operacji garnirowania – czyli ozdabiania szprycerowania – czyli umiejętnego mieszania z wodą mineralną lub tonikiem.

### Serwowanie i spożywanie koktajli
Koktajle alkoholowe przygotowuje się zawsze bezpośrednio przed spożyciem, zwykle na oczach gości. Muszą być odpowiednio zimne, spienione i tylko takie spełniają swoje zadanie. Pije się je powoli, małymi łykami.
Short drinki, z wyjątkiem emulsyjnych, najczęściej pije się bezpośrednio z kieliszka lub małej szklaneczki, bez rurki plastikowej.
Natomiast long drinki serwowane w wysokich szklanicach, obowiązkowo podaje się z rurką plastikową o dobrej drożności, wkładając ją do szkła. Za praktyczne i eleganckie uważane jest położenie pod naczynie, w którym jest podawany drink, zwłaszcza pod szklanicę, serwetki koktajlowej o średnicy 9-11 cm, wchłaniającej wilgoć ze zroszonego szkła.
Chcąc przygotować napój mieszany wieloporcjowy (poncz), należy wymagane składniki wcześniej dobrze zmieszać łyżką wazową w szerokim dzbanie lub w wazie, zostawić napój w chłodziarce na 2-3 godziny i tuż przed podaniem, dodać do naczynia ¼ pojemności lodu kostkowego. Po dobrym zamieszaniu rozlać do przygotowanych naczyń.
Napoje mieszane zimne pije się w temperaturze 0-12° C, (średnio od 4 do 8° C), niezbyt długo, gdyż ciepły napój traci smak i świeżość. Long drinki można pić nieco dłużej, zwłaszcza te z lodem.
Napoje mieszane spożywa się przed, między i po posiłkach, zależnie od ich charakteru smakowego (gorzkawy, wytrawny, półsłodki, słodki). Koktajli nie pije się nigdy do posiłków.

## Popularne koktajle alkoholowe
- Aperitify:

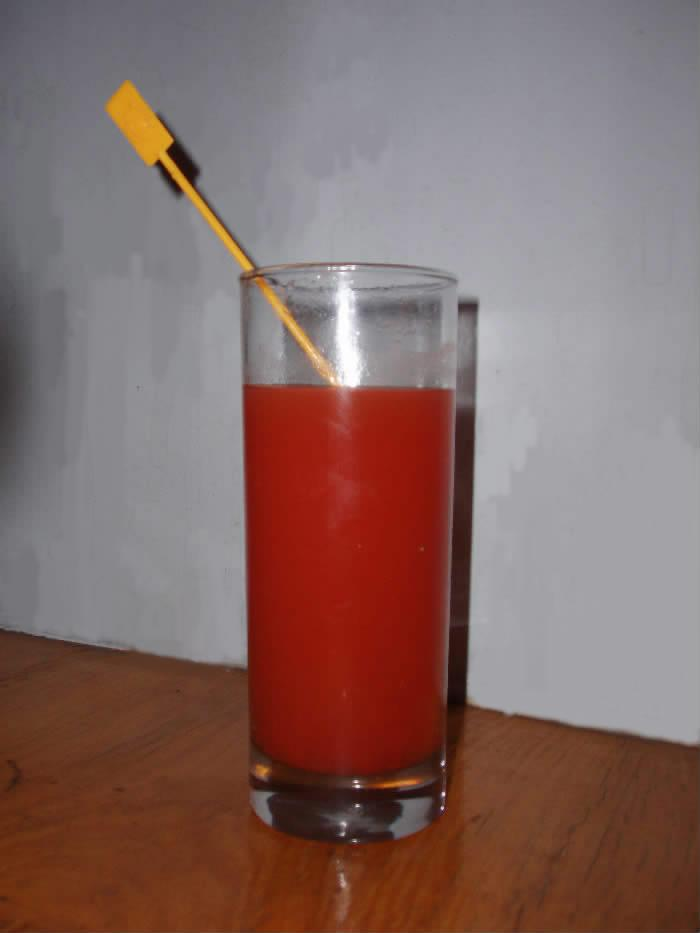
Krwawa Mary.

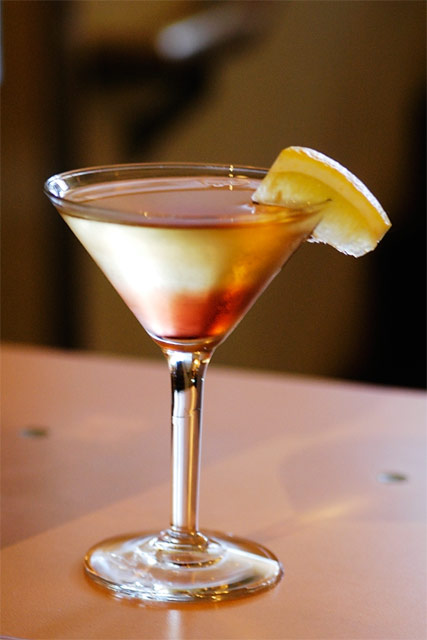
Kolorowe Martini.

  - campari orange (campari z sokiem pomarańczowym)
- Long drinki:
  - krwawa Mary (ang. bloody Mary)
  - caipirinha
  - mojito
  - Cuba libre
  - screwdriver
  - piña colada
  - tequila sunrise (tequila, grenadyna, sok pomarańczowy)
  - gin z tonikiem
  - tatanka, znana również jako szarlotka (żubrówka z sokiem jabłkowym)
- Short drinki:
  - margarita
  - daiquiri
  - whisky & soda (ang. Scotch and soda)
  - whisky "on rocks"
  - TGV (tequila, gin, wódka)
  - rolls royce
  - caramba
  - tylko dla orłów
  - mitek
  - mel dance
- Shoty:
  - juanita, znana również jako wściekły pies albo wścieklak (wódka, sok malinowy, kilka kropel tabasco)
  - teraz Polska (wódka i sok malinowy, po zakołysaniu powstaje wewnątrz fala przypominająca godło nagrody Teraz Polska)
  - cucaracha (karaluch) – tequila, kahlua, rum
  - cerebro (mózg)

## Przyprawy i dodatki stosowane do koktajli
- angostura
- oliwki
- tabasco
- tonik
- grenadyna